# JPI Urban Europe
JPI Urban Europe (Joint Programming Initiative Urban Europe) är ett EU-finansierat samarbetsprojekt för samordnad forskning som drivs av europeiska forskningsfinansiärer. Samarbetet ska genom bland annat utlysningar ge förutsättningar för forskning och utveckling inom det urbana området och på sikt bidra till skapandet av urbana områden och regioner som är attraktiva, hållbara och ekonomiskt livskraftiga. Det grundades 2010 för att skapa samarbete kring innovationsstrategier i Europa, initiativtagare var Nederländerna och Österrike.
JPI Urban Europe genomför utlysningar för att finansiera europeiska forskningsprojekt och för att skapa hållbar omställning av städer och urbana områden. Målsättningen är bland annat att koordinera forskning och lösningar mellan organisationens medlemsländer. Organisationen har även gett ut en egen strategisk forsknings- och innovationsagenda för ökad samverkan samt genomföra seminarier och konferenser. I samarbetet deltar 12 länder samt ytterligare länder som observatörer. Sverige representeras av Energimyndigheten, Vinnova och Formas.

## Utlysningar
- Making Cities Work[9]
- Sustainable Urbanisation Global Initiative (SUGI)/Food-Water-Energy Nexus[10]
- ENSUF
- ENSCC[11]